# Painkiller (игра)
Painkiller (на российских прилавках — «Painkiller: Крещёный кровью») — видеоигра в жанре шутера от первого лица, первая игра из одноимённой серии игр, разработанная польской игровой студией People Can Fly и изданная компанией DreamCatcher (в настоящее время — дочернее подразделение компании THQ Nordic) для IBM PC-совместимых компьютеров (под управлением операционных систем семейства Microsoft Windows). Игра была выпущена 12 апреля 2004 года. Официальным локализатором, региональным издателем и распространителем «Painkiller» на территории Российской Федерации и стран СНГ является компания «Акелла».
Множество составляющих в «Painkiller» позаимствовано у шутеров от первого лица «старой школы», а именно — у серий видеоигр Doom, Quake и Serious Sam, о чём разработчики не раз заявляли в интервью. Действия игры разворачиваются в Аду и Чистилище. Игра включает в себя 24 уровня, не связанных между собой по стилю дизайна (средневековые замки, современные заводы, психиатрические лечебницы и т. д.), 5 из которых — уровни с одной и той же миссией — «убить босса». В «Painkiller» активно используется физический движок Havok 2.0. Роль главного персонажа, Дэниела Гарнера (англ. Daniel Garner), в англоязычной версии игры озвучил Кэм Кларк.
На Xbox игра вышла под названием Painkiller: Hell Wars.

## Сюжет игры
Направляясь в ресторан на машине под дождём со своей женой, чтобы отметить её день рождения, Дэниел Гарнер в тумане не заметил стремительно мчащийся по встречной полосе грузовик. В результате аварии оба погибают. Через 30 лет перед духом Дэниела предстает архангел Самаэль и сообщает Дэниелу, что тот застрял в Чистилище (месте между Раем и Адом). Чтобы попасть в Рай к своей жене, ему необходимо уничтожить 4 генералов Люцифера. Немного подумав, Дэниел соглашается. Самаэль даёт ему карту, чтобы следить за перемещениями войск Люцифера, и зелье, выпив которое, Дэниел получает возможность поглощать души врагов.
После уничтожения первого генерала Дэниел встречается с Евой. Она рассказывает ему, что демоны попадают в Чистилище, используя могилы, как врата в свой мир. Также она говорит ему про то, что здесь он не может умереть, а если демон одержит над ним победу, то его душа попадёт в Ад. Указав ему, куда передвинулись армии Люцифера, Ева уходит, а Дэниел продолжает сражаться с врагами. После второго генерала Ева опять встречает Дэниела и говорит ему, что не знает куда переместились армии. Дэниел решает спросить об этом у демона по имени Асмодеус. Ева удивляется тому, что Дэниел смог найти общий язык с демоном. Выясняется, что Асмодеус спас Дэниела, когда на него напало 4 демона сразу. Асмодеус указывает, куда передвинулись армии, и Дэниел с Евой уходят.
После третьего генерала Дэниел встречает Самаэля. Герой срывается и требует ответы на вопросы: почему он здесь? почему он не в Раю? что он сделал не так? Самаэль спокойно отвечает ему, что он здесь, потому что его душа нечиста. Гарнер спрашивает, за какие грехи его осудили, но Самаэль отказывается отвечать. Тогда Дэниел стреляет в него, но это не причиняет архангелу никакого вреда. Самаэль говорит ему, что он не всё ещё закончил и рассказывает про четвёртого генерала и правую руку Люцифера — Аластора. Дэниел отправляется на его поиски. Найдя его, он убивает демона.
После смерти Аластора на месте его убийства появляется Ева и говорит Дэниелу, что раз здесь Аластор, то и Люцифер должен быть неподалёку. В тот же момент появляется Асмодеус, который удивляется тому, что Дэниел смог убить Аластора. Асмодеус говорит, что Дэниел очень бы пригодился в этой войне. Ева начинает что-то подозревать и спрашивает, чем же на самом деле здесь занимается Асмодеус. Тот отвечает, что копает могилы, и превращается в Люцифера. Люцифер говорит, что был прав, считая, что они слишком слабы для нападения на Рай, и смерть Аластора тому подтверждение. Он хватает с собой Еву и исчезает с ней в Аду. Появляется Самаэль и говорит, что Дэниел прошёл испытание и может отправляться в Рай. Но Дэниел отказывается, он говорит, что Люцифер перегруппирует войска и вернётся, и он не собирается второй раз уничтожать орды демонов. Самаэль отговаривает его, но Дэниел непреклонен. Тогда Самаэль указывает ему, где находится вход в Ад, и Дэниел идёт дальше.
После затяжной битвы с Люцифером, Дэниел уничтожает его и забирает с собой Еву, которая находится без сознания. Но далеко ему уйти не удаётся. Появляется Аластор со своей армией, собираясь уничтожить Люцифера. Как выясняется, Дэниел тогда не убил его, а просто отправил обратно в Ад. Дэниел отвечает, что когда он с ним разберётся, он отправится в Рай. Аластор уходит, оставляя Гарнера на растерзание монстрам.

## Саундтрек
Музыка в Painkiller заслуживает отдельного внимания. Она пришлась по душе практически всем игрокам, и они нередко выделяют её в отзывах и комментариях к разным роликам, посвящённым этой игре. Выполненная в жанре хард-рока/хэви-метала и эмбиента, она вносит значительный вклад в создание неповторимой атмосферы.
Авторство композиции в финальных титрах принадлежит польской группе «Mech», которая также выпустила музыкальный видеоклип к одноимённой песне. Авторами ambient-части в целом является Марцин Чартыньски (пол. Marcin «Cedyn» Czartynski), однако Адам Скорупа (пол. Adam «Scorpik» Skorupa) также написал 4 музыкальные композиции. Авторами музыки битв также является группа «Mech».
| №                   | Название                             | Длительность |
| ------------------- | ------------------------------------ | ------------ |
| 1.                  | «The Painkiller»                     | 1:54         |
| 2.                  | «Morph In»                           | 3:02         |
| 3.                  | «Banshee»                            | 2:45         |
| 4.                  | «Playing Tarot»                      | 3:23         |
| 5.                  | «Lokhi»                              | 2:25         |
| 6.                  | «sWitch»                             | 2:42         |
| 7.                  | «Corpus Dei»                         | 3:35         |
| 8.                  | «Voosh»                              | 2:50         |
| 9.                  | «Bear Me the Light»                  | 2:44         |
| 10.                 | «Me Versus the Underworld»           | 2:01         |
| 11.                 | «Kill My Boss»                       | 3:16         |
| 12.                 | «Fire in the Hole»                   | 2:52         |
| 13.                 | «Power It Up»                        | 2:50         |
| 14.                 | «X E Qt R»                           | 2:27         |
| 15.                 | «Electrodriving»                     | 2:16         |
| 16.                 | «Painkiller Main Theme» (бонус-трек) | 3:17         |
| Общая длительность: | Общая длительность:                  | 44:19        |

Последняя композиция была включена во вторую версию саундтрека, а также в альбом группы с одноимённым названием в 2005 году.

## Критика
| Сводный рейтинг       | Сводный рейтинг | Сводный рейтинг |
| Издание               | Оценка          | Оценка          |
| Издание               | PC              | Xbox            |
| --------------------- | --------------- | --------------- |
| GameRankings          | 81,34 %         | 69,58 %         |
| Metacritic            | 81/100          | N/A             |
| MobyRank              | 81 %            | N/A             |
| Иноязычные издания    |                 |                 |
| Издание               | Оценка          | Оценка          |
| Издание               | PC              | Xbox            |
| 1UP.com               | 8,5/10          | N/A             |
| Game Informer         | 8,5/10          | N/A             |
| GamePro               | [ 10 ]          | N/A             |
| GameRevolution        | B               | N/A             |
| GameSpot              | [ 12 ]          | N/A             |
| GameSpy               | [ 13 ]          | N/A             |
| GamesRadar+           | 84 %            | N/A             |
| GameZone              | 8,6/10          | N/A             |
| IGN                   | [ 16 ]          | N/A             |
| Jeuxvideo.com         | 17/20           | N/A             |
| Русскоязычные издания |                 |                 |
| Издание               | Оценка          | Оценка          |
| Издание               | PC              | Xbox            |
| Absolute Games        | 89 %            | N/A             |
| PlayGround.ru         | 9,5/10          | N/A             |
| «Страна игр»          | 7,5/10          | N/A             |

Игра получила преимущественно положительные отзывы критиков. Средняя оценка российских изданий на сайте «Критиканство» составила 91 балл.
В статье «Игромании» польский шутер определяется как «игра средней руки, над которой разработчики особо не трудились и просто хотели поскорее её продать». Исключение составляет Painkiller — хороший продукт. Простые механики и яркие обложки привлекали пользователей. В 2000-х годах не у всех людей был высокоскоростной Интернет и диски ещё продавались лучше, чем цифровые копии в Steam. Но рынок изменился, и в итоге польские шутеры после 2012 года почти не выходят на свет.